# Em và Trịnh
Em và Trịnh là một bộ phim điện ảnh Việt Nam thuộc thể loại lãng mạn – chính kịch công chiếu năm 2022 do Phan Gia Nhật Linh làm đạo diễn, viết kịch bản và đồng sản xuất, lấy cảm hứng từ cuộc đời của cố nhạc sĩ Trịnh Công Sơn. Phim có sự tham gia của Avin Lu trong vai Trịnh Công Sơn lúc trẻ và Trần Lực trong vai Trịnh Công Sơn lúc già, kể về cuộc gặp gỡ định mệnh giữa Trịnh Công Sơn và Yoshii Michiko, từ đó mở ra chuyến hành trình ngược về thanh xuân, khám phá mối tình với các "nàng thơ" trong sáng tác của nhạc sĩ tài hoa. Đạo diễn Nguyễn Quang Dũng tham gia với vai trò giám đốc sáng tạo kiêm nhà sản xuất chính cho bộ phim. Một phiên bản khác của phim được đặt tên là Trịnh Công Sơn được phát hành song song.
Phim được đề cử cho các hạng mục lớn nhất của Giải Mai vàng và Giải thưởng Ngôi sao xanh. Ngoài việc được khen ngợi bởi tính thẩm mĩ và hình ảnh cao, phim nhận được hàng loạt phản ứng trái chiều từ giới phê bình cũng như công chúng.

## Nội dung
Năm 1989, cô gái người Nhật Bản Yoshii Michiko có dịp gặp gỡ nhạc sĩ Trịnh Công Sơn tại đêm nhạc của ông tổ chức ở Nhà Việt Nam, Paris, Pháp. Tại đây, Michiko đã xin được phỏng vấn ông nhằm mục đích phục vụ cho đề tài luận án thạc sĩ về nhạc phản chiến Trịnh Công Sơn mà cô theo đuổi. Tuy nhiên, Trịnh Công Sơn khuyên Michiko nên đổi sang đề tài khác vì cho rằng cô chưa am hiểu sâu về văn hóa và con người Việt Nam đủ để cảm nhận âm nhạc Việt Nam. Bẵng đi hơn một năm, Michiko quyết định sang Việt Nam và gặp vị nhạc sĩ tại nhà riêng của ông, vào thời điểm cả đại gia đình Trịnh Công Sơn đang tổ chức tiệc sinh nhật cho ông. Vượt qua những cách biệt về ngôn ngữ, Michiko đón nhận sự tiếp đãi nồng hậu từ đại gia đình. Họ mời cô dùng bữa và đề nghị cô hát một bài. Michiko đồng ý hát với điều kiện Trịnh Công Sơn phải hỗ trợ cô hoàn thành luận án của mình. Sau khi nhận được cái gật đầu từ vị nhạc sĩ, cô ngân nga ca khúc "Diễm xưa" phiên bản tiếng Nhật, khiến Trịnh Công Sơn nhớ về những ký ức xa xưa.
Câu chuyện quay về những năm 1960 tại Huế. Lúc bấy giờ, Trịnh Công Sơn và những người bạn của mình, gồm Ngô Kha, Bửu Ý, Định Công và Văn Đỗ dành thời gian sáng tạo nghệ thuật, làm thơ và vẽ tranh tại một không gian gọi là Tuyệt Tình Cốc. Trịnh Công Sơn đem lòng yêu nữ sinh Bích Diễm, con gái ông Đốc Khánh, đồng thời cũng là em họ của Định Công. Nhờ sự sắp đặt của Công, nhạc sĩ Trịnh Công Sơn có cơ hội tiếp cận Diễm và tình cờ gặp gỡ em gái của Diễm là Dao Ánh. Sau một cuộc trò chuyện, ông quyết định hát tặng Diễm một bài, nhưng không may ông Đốc Khánh bắt gặp. Ông đuổi Sơn về rồi lấy roi đánh hai đứa con gái vì tội "dẫn trai vào nhà". Trên đường về, trời mưa nặng hạt, chuông nhà thờ đổ, Trịnh Công Sơn bất giác viết vội vài dòng lên mẩu giấy gói thuốc lá. Khi về nhà, từ những dòng chữ ấy, ông sáng tác nên ca khúc "Diễm xưa" rồi đem tặng cho Bích Diễm. Tuy nhiên, khi đến nhà cô, ông nhận được tin là Diễm đã vào Sài Gòn học.
Trở lại thực tại, sau bữa tiệc, Trịnh Công Sơn gọi điện thoại cho Khánh Ly, mong bà quay về Việt Nam để hát cùng với ông trong đêm nhạc sắp tới, nhưng không nhận được sự đồng ý. Sáng hôm sau, ông hẹn gặp Michiko tại một quán nước ven Bến Bạch Đằng và kể cho cô nghe về cuộc đời mình, từ thời điểm ông gặp Thanh Thúy năm 1958 tại Nhà hàng Mỹ Cảnh đến cuộc biểu tình của sinh viên và giới trí thức năm 1963, cũng như những ký ức về vụ ám sát Kennedy, sự can thiệp của quân đội Mỹ vào Việt Nam, cách ông nhìn nhận về cuộc chiến và quan điểm của người nghệ sĩ. Vài hôm sau, Michiko tiếp tục đến nhà Trịnh Công Sơn. Khi được cô hỏi về hoàn cảnh sáng tác ca khúc "Nắng thủy tinh", ông miên man nhớ lại thời điểm mình đặt chân vào Sài Gòn năm 1963. Khi ấy, ông tìm đến nhà trọ nơi Bích Diễm ở, tặng cô bức chân dung người con gái do ông chính tay vẽ. Tuy vậy, Diễm lại nhờ Dao Ánh đem bức chân dung cùng lời nhạc "Diễm xưa" trả lại cho vị nhạc sĩ, đồng thời thông báo chị mình đã ra nước ngoài du học. Trong khoảnh khắc ngắn ngủi bên nhau ấy, ông đã đem lòng yêu Dao Ánh.
Một năm sau, Trịnh Công Sơn đi dạy học ở B'Lao. Thông qua những cánh thư viết vội, hai con người trẻ sống trong những ngày tháng hạnh phúc của mối tình chớm nở. Một thời gian sau, Định Công lên thăm bạn mình. Hai người bạn hẹn gặp nhau ở một hộp đêm ở Đà Lạt. Tại đây, Trịnh Công Sơn bị quyến rũ bởi tiếng hát kỳ lạ của người phụ nữ tên Mai, do đó đã hẹn gặp và thuyết phục người phụ nữ này hát nhạc của mình và nhận được sự chấp thuận. Sau một buổi diễn ở hộp đêm, Sơn và Mai được Đài Phát thanh Đà Lạt mời hợp tác cùng. Mai quyết định chọn tên Khánh Ly làm nghệ danh cho mình. Cùng thời điểm này, gia đình ông Đốc Khánh có ý định gả chồng cho Dao Ánh. Trịnh Công Sơn quyết định quay về Huế, bất chấp sự phản đối của Mai. Khi về đến Huế, Trịnh Công Sơn hẹn gặp Dao Ánh tại nhà mình. Khi khúc mắc của đôi trẻ được giải quyết cũng là lúc Quân cảnh Việt Nam Cộng hòa tìm đến nhà bắt Trịnh Công Sơn vì tội trốn quân dịch. May thay ông trốn được. Hai người có những giờ phút lãng mạn ngắn ngủi trước khi quân cảnh bắt lại. Trịnh Công Sơn bị tra khảo vì những sáng tác ủng hộ hòa bình, nhưng sau đó đã được thả ra nhờ sự bảo lãnh của ông Đốc Khánh. Ông yêu cầu Sơn tránh xa con gái của mình ra.
Trịnh Công Sơn già đưa Michiko lên Đà Lạt và có những giây phút gần gũi thân mật bên cô. Sau khi tham dự một buổi liên hoan văn nghệ quần chúng, Trịnh Công Sơn đến gặp mẹ. Bà tặng ông chiếc nhẫn của mình và khuyên con trai tìm người phù hợp để bên cạnh đến suốt đời. Năm 1967, Trịnh Công Sơn trẻ gặp lại Mai ở Sài Gòn. Hai người quyết định tổ chức buổi diễn đầu tiên ở Quán Văn. Nhân dịp này, ông muốn giới thiệu Mai với người tình Dao Ánh nên thuyết phục cô bỏ nhà vào Sài Gòn. Tuy nhiên Dao Ánh không đến điểm hẹn. Ông và Mai tiếp tục tổ chức nhiều buổi diễn âm nhạc khác nhau trên khắp thủ đô, trong khi cuộc chiến đang ngày càng trở nên khốc liệt. Ngô Kha bị ám sát, còn những người bạn khác của ông phải đốt cháy những tác phẩm nghệ thuật của mình. Ông gửi bức thư cuối cùng cho Dao Ánh nhưng không nhận được bất kỳ hồi đáp nào.
Trịnh Công Sơn già nhận được cú điện thoại báo tin mẹ mình qua đời. Michiko dành hầu hết thời gian của mình bên cạnh an ủi vị nhạc sĩ. Tình cảm hai người lớn dần rồi sau đó, ông quyết định cầu hôn Michiko, ngay trước khi cô quyết định về nước. Tuy nhiên, sự xuất hiện bất ngờ của Dao Ánh sau 20 năm bặt vô âm tín đã khơi dậy một tình cảm khác bên trong Trịnh Công Sơn. Điều này khiến Michiko cảm thấy dần xa cách với vị nhạc sĩ. Dao Ánh lục lại những kỷ vật năm xưa và bất ngờ phát hiện những phong thư giấu kín mà mình chưa từng đọc. Bà đem chúng đến chất vấn mẹ mình, nhưng biết rằng đã quá muộn để vãn hồi. Dao Ánh quyết định nói lời từ biệt với Trịnh Công Sơn. Đám cưới giữa Michiko và Trịnh Công Sơn được ấn định không lâu sau đó, tổ chức ở Đại sứ quán Nhật Bản tại Thành phố Hồ Chí Minh, nhưng Michiko không đến, vì cô nhận ra người trong lòng ông suốt cuộc đời không ai khác chính là Dao Ánh, và ông vẫn chưa quên được bà. Sau đó, trong đêm nhạc "Trịnh Công Sơn và những người bạn", ông giới thiệu đến công chúng nữ ca sĩ mới Hồng Nhung. Bài hát "Cho đời chút ơn" vang lên bên cạnh tiếng đàn của Trịnh Công Sơn, trong khán phòng đầy ắp người.

## Diễn viên
- Avin Lu (nghệ danh của Lương Anh Vũ) vai Trịnh Công Sơn (thời trẻ):[6]
Đạo diễn Nhật Linh mất gần một năm tìm diễn viên trên cả nước. Anh chọn Avin Lu sau khi xem nam diễn viên vừa hát vừa đàn guitar. Để nhập vai, Avin phải tập nói giọng Huế, viết thư và ký tên giống Trịnh Công Sơn.
  - NSƯT Trần Lực vai Trịnh Công Sơn (thời trung niên):[7]
Nghệ sĩ Trần Lực giảm 10 kg, nuôi tóc dài, học nói tiếng Pháp, giọng Huế, cách đi đứng để hóa thân cố nhạc sĩ. Anh chia sẻ ngưỡng mộ Trịnh Công Sơn, nhận định đây là vai diễn khó vì âm nhạc của ông đã đi vào đời sống.[8] Đây là vai diễn điện ảnh đầu tiên của Trần Lực sau 10 năm kể từ Long thành cầm giả ca (2010).
- Phạm Nguyễn Lan Thy vai Bích Diễm:[9]
Ngô Vũ Bích Diễm, cô gái là cảm hứng cho ca khúc Diễm xưa. Đạo diễn Nhật Linh ấn tượng với vẻ thanh tú, mái tóc đen dài đậm nét Á Đông của nữ diễn viên.
- Hoàng Hà vai Dao Ánh (thời trẻ):[10]
Ngô Vũ Dao Ánh (em gái Bích Diễm) là cô gái được Trịnh Công Sơn dành nhiều tình cảm, gửi 300 lá thư tình.[11] Bà là nguồn cảm hứng cho nhiều ca khúc của ông như Mưa hồng, Còn tuổi nào cho em, Ru em từng ngón xuân nồng. Hoàng Hà được chọn sau năm vòng tuyển diễn viên, khi đạo diễn muốn tìm cô gái có nét tinh nghịch, nổi loạn ngầm.
  - Phạm Quỳnh Anh vai Dao Ánh (thời trung niên)[12]
- Phạm Nhật Linh vai Thanh Thúy[13]
Nhạc sĩ Trịnh Công Sơn từng sáng tác ca khúc đầu tay Ướt mi để tặng ca sĩ Thanh Thúy. Tiêu chí của vai này là một cô gái khoảng 17 tuổi, có thể hát và nói giọng Huế. Đây là vai diễn đầu tiên của Phạm Nhật Linh (sinh năm 2001), đang học năm nhất ở Đại học Sân khấu - Điện ảnh TP HCM.
- Bùi Lan Hương vai ca sĩ Khánh Ly[14]
- Nakatani Akari vai Yoshii Michiko, là người tình cuối cùng của Trịnh Công Sơn [15]
- Hoàng Yến Chibi vai Hồng Nhung[16]
- NSND Trọng Trinh vai Ông Ngô Đốc Khánh[14]: Bố của Diễm & Ánh, là một ông giáo gốc Bắc dạy Pháp Văn có tiếng tại trường Đồng Khánh và Quốc học Huế, ông Khánh ra sức ngăn cản và không chấp nhận những người con gái của mình yêu người nhạc sĩ chưa tốt nghiệp đại học.
- NSƯT Chiều Xuân vai Mẹ của Diễm & Ánh.[14]
- Huỳnh Samuel An vai Thầy giáo Ngô Kha (một trong những người bạn thân thiết có ảnh hưởng lớn đến cuộc đời của cố nhạc sĩ Trịnh Công Sơn)[17]
- Hà Quốc Hoàng vai Bửu Ý
- Nguyễn Lê Việt Hưng vai Định Công
- Din Phạm vai Văn Đỗ

## Sản xuất

### Phát triển
Tháng 3 năm 2019, hãng Galaxy Play công bố Phan Gia Nhật Linh đạo diễn phim điện ảnh về Trịnh Công Sơn, còn gia đình cố nhạc sĩ tham gia góp ý nội dung. Đạo diễn Nguyễn Quang Dũng (con trai nhà văn Nguyễn Quang Sáng, một người bạn thân của Trịnh Công Sơn) tư vấn sản xuất cho dự án.
Tháng 10 năm 2020, đoàn phim làm lễ khai máy để khởi quay vào tháng 11. Phim được ghi hình ở Huế, Đà Lạt, Thành phố Hồ Chí Minh và một số tỉnh khác.
Đạo diễn Phan Gia Nhật Linh cho biết bối cảnh trường sơ học ở Blao (Lâm Đồng), nơi cố nhạc sĩ Trịnh Công Sơn từng công tác cũng là một thử thách lớn. Được biết, đoàn phim phải dựng hẳn lại ngôi trường trên một ngọn đồi ở Tà Năng. Vì địa hình cách trở nên tất cả các đạo cụ, thiết bị, nhân lực đều được vận chuyển từ bên ngoài vào bằng xe công nông. Cả ê-kíp phải làm việc trong môi trường không có sóng điện thoại. Trước ngày bấm máy 5 ngày, trường học mà ê-kíp dựng lên đã bị bão giật sập và kế hoạch quay phải dời lại một tháng.Có một số địa điểm như Gác Trịnh, Cà phê Tùng dù vẫn còn tồn tại nhưng kiến trúc, không khí đã bị thay đổi ít nhiều. Tại bối cảnh Gác Trịnh (Huế) cũng như nhà của Trịnh Công Sơn tại Sài Gòn, đoàn phim phải sắm sửa và bày trí lại nội thất trong từng ngóc ngách để tạo cảm giác ấm cúng, thực sự có người đang sinh sống. Còn khi quay ở Cà phê Tùng (Đà Lạt), ê-kíp thi công phải bọc lại các trụ điện, làm lại con đường trước quán để tạo cảm giác mặt đường xi-măng. Dòng chữ bảng hiệu cũng được sơn lại đúng với màu đỏ nhạt của quán những năm 1960.
Theo thống kê của ê-kíp, có đến 700 bộ phục trang đã được sử dụng cho các nhân vật trải dài suốt 3 thập niên. Mỗi nhân vật xuất hiện trên màn ảnh dù chính hay phụ đều được yêu cầu sự chăm chút về phục trang, hình ảnh chuẩn xác.
Đoàn làm phim kết thúc ghi hình vào tháng 3 năm 2021.
Kinh phí làm phim dự kiến là 40 tỷ đồng, nhưng sau đó đội lên thành 50 tỷ đồng.

### Âm nhạc
Theo ông Lương Công Hiếu, Tổng giám đốc Công ty Galaxy M&E, phim sẽ sử dụng 50 bài hát của Trịnh Công Sơn. Nhạc sĩ Trần Hữu Tuấn Bách và Đức Trí sẽ đảm nhiệm phần soạn nhạc cho các phân cảnh trong phim.

## Quảng bá
Gia đình Trịnh Công Sơn hé lộ dự án với truyền thông từ tháng 12 năm 2018. Tháng 3 năm 2019, hãng Galaxy M&E họp báo giới thiệu kế hoạch làm phim. Năm diễn viên Lan Thy, Hoàng Hà, Nhật Linh, Avin Lu và Trần Lực lần lượt được công bố vào tháng 11 năm 2020. Tháng 3 năm 2021, phim tung poster và đoạn phim giới thiệu đầu tiên, tập trung vào chuyện tình của Trịnh Công Sơn và Bích Diễm.

## Phát hành
Ban đầu, phim dự kiến được công chiếu vào dịp lễ Giáng Sinh năm 2021. Tuy nhiên, do ảnh hưởng của dịch Covid-19, lịch công chiếu của phim được lùi sang tháng 4 năm 2022 và hiện tại đã công bố ngày khởi chiếu chính thức vào ngày 17.6.2022.

## Doanh thu
Sau 3 tuần công chiếu, phim "Em và Trịnh" đạt 100 tỷ đồng, trở thành tác phẩm Việt ăn khách nhất từ đầu năm đến nay dù gây tranh cãi, phim có doanh thu vượt qua Bẫy ngọt ngào (gần 90 tỷ đồng). Xét theo tỷ lệ ăn chia 5:5 với nhà rạp, với kinh phí công bố là 50 tỷ đồng, phim ở mức hòa vốn.

## Đón nhận
Ngay sau khi đoàn phim công bố dàn diễn viên chính, nhiều khán giả cho rằng diễn viên Avin Lu không phù hợp với vai Trịnh Công Sơn thời trẻ vì ngoại hình không giống cố nhạc sĩ. Sau 1 tuần công chiếu sớm tại các rạp, có rất nhiều ý kiến phản bác bộ phim cũng như chê phim không đạt đúng thị hiếu người xem.

### Tranh cãi
Bộ phim còn gây tranh cãi về việc xây dựng hình tượng nhân vật sai khác quá nhiều so với nguyên mẫu khi phác nên một Trịnh Công Sơn hời hợt khi yêu, không giống cảm nhận của họ về nhạc sĩ tài hoa. Cụ thể, danh ca Khánh Ly cho biết bà không đồng tình với các cảnh nhân vật của bà trong phim đút sữa chua cho Trịnh Công Sơn, đi tìm nhạc sĩ và ôm ông. Bà khẳng định cả đời kính nể nhạc sĩ như cha nên không thể có những hành động ngang hàng phải lứa, và giữa bà và Trịnh Công Sơn không có tình yêu. Trịnh đối với bà nghiêm khắc như cha, bà đối với ông cũng nghiêm cẩn, kính trọng, bà cũng tuyên bố sẽ không đi xem tác phẩm vì không hứng thú thưởng thức hình tượng hư cấu về Trịnh Công Sơn. Ca sĩ Thanh Thúy cũng chia sẻ bà chưa bao giờ mặc áo sườn xám và búi tóc như tạo hình nhân vật trong phim, cũng như tình tiết Trịnh Công Sơn đưa bà về đến đầu ngõ là hình ảnh mà bà kỵ. Galaxy Play sau đó tiếng về vấn đề này: "Chúng tôi rất tiếc và thành thật xin lỗi nếu sự sáng tạo của bộ phim có làm phiền lòng đến nhân vật có thật hay người thân. Chúng tôi xin ghi nhận, tiếp thu những đính chính khác biệt trên phim và ngoài đời". Nhà sản xuất cho biết phim khắc họa nhân vật Khánh Ly với lòng ngưỡng mộ và trân trọng. Về việc có nhiều chi tiết hư cấu cho từng nhân vật, nhà sản xuất giải thích Em và Trịnh là phim lãng mạn, lấy cảm hứng từ cuộc đời nhạc sĩ Trịnh Công Sơn. Không chỉ với Khánh Ly, mà với Thanh Thúy hay nhóm bạn Tuyệt Tình Cốc, phim đều có những chi tiết hư cấu. Nhà sản xuất nhận định làm phim về cuộc đời nhạc sĩ Trịnh Công Sơn là điều vô cùng khó khăn, vì vậy không tránh khỏi thiếu sót.
Ngoài ra, Giáo sư Yoshii Michiko - nhân vật có thật được đề cập đến trong phim đã gửi công văn yêu cầu nhà sản xuất xin lỗi công khai vì đã tiết lộ bí mật đời tư của bà, Phía Michiko cho rằng việc tiết lộ bí mật đời tư khi chưa nhận được sự đồng ý của bà là hành vi "không chỉ xâm phạm đến quyền dân sự của giáo sư Michiko, mà còn xâm phạm đến cả bí mật cá nhân quyền nhân thân của cố nhạc sĩ Trịnh Công Sơn". Khi bộ phim ra rạp từ hồi tháng 6, con trai bà đi xem tại Việt Nam và nảy sinh nhiều thắc mắc, khiến gia đình bà Michiko gặp nhiều xáo trộn. Vì không muốn ảnh hưởng đến doanh thu bộ phim, bà Michiko im lặng khi phim đang chiếu tại rạp, đến nay mới lên tiếng.
Vào ngày 20/9, Galaxy Play đã phản hồi rằng sẽ giải quyết vụ việc này dựa trên tinh thần thượng tôn pháp luật và bằng tất cả sự tôn trọng dành cho giáo sư. Theo luật sư Nguyễn Thị Diễm Phượng, do Galaxy Play phản hồi trễ nên bà đã gửi văn bản đến Cục Điện ảnh và các cơ quan quản lý khác để xin ý kiến về hướng hành xử thích hợp cho các bên đối với vụ việc này, tránh đẩy sự việc đi xa. Dẫu vậy, phía giáo sư Michiko và gia đình chờ đợi lời xin lỗi, gia hạn thêm cho Galaxy Play 10 ngày nữa. Đến ngày 30/9, nhà sản xuất Galaxy Play gửi lời xin lỗi bằng thông cáo báo chí gửi đến giáo sư Michiko Yoshii, đồng thời cho biết trong quá trình xây dựng kịch bản, nhà sản xuất nhiều lần liên hệ với gia đình giáo sư Michiko Yoshii để mong muốn được nghe thêm câu chuyện phía sau, nhưng không có kết quả "Chúng tôi đã ngộ nhận sự im lặng đó là đồng ý, nên đã sản xuất bộ phim khi chưa có được sự chấp thuận bằng văn bản của giáo sư Michiko Yoshii. Dù không cố ý, chúng tôi cũng đã gây ra những tổn thương nhất định với giáo sư Michiko Yoshii và gia đình. Chúng tôi thành thật xin lỗi và mong nhận được sự chia sẻ, cảm thông và rộng lượng của giáo sư". Ngoài ra, đại diện đơn vị sản xuất cho biết êkíp sẽ thêm nội dung xin lỗi vào bản phim công chiếu sau này.

## Giải thưởng & đề cử
| Năm  | Giải thưởng                        | Hạng mục                                              | Đề cử                                                | Kết quả   |
| ---- | ---------------------------------- | ----------------------------------------------------- | ---------------------------------------------------- | --------- |
| 2022 | Ngôi sao xanh                      | Phim điện ảnh hay nhất                                | Em và Trịnh                                          | Đề cử     |
| 2022 | Ngôi sao xanh                      | Nam diễn viên chính xuất sắc nhất trong phim điện ảnh | Avin Lu                                              | Đề cử     |
| 2022 | Ngôi sao xanh                      | Nữ diễn viên phụ xuất sắc nhất trong phim điện ảnh    | Hoàng Hà                                             | Đoạt giải |
| 2022 | Ngôi sao xanh                      | Nữ diễn viên phụ xuất sắc nhất trong phim điện ảnh    | Nakatani Akari                                       | Đề cử     |
| 2022 | Ngôi sao xanh                      | Nữ diễn viên phụ xuất sắc nhất trong phim điện ảnh    | Bùi Lan Hương                                        | Đề cử     |
| 2022 | Ngôi sao xanh                      | Đạo diễn xuất sắc nhất                                | Phan Gia Nhật Linh                                   | Đề cử     |
| 2022 | Ngôi sao xanh                      | Sáng tạo xuất sắc                                     | Đức Trí (Sản xuất âm nhạc)                           | Đoạt giải |
| 2022 | Ngôi sao xanh                      | Sáng tạo xuất sắc                                     | Hà Đỗ - Thủy Design (Thiết kế mỹ thuật - Phục trang) | Đề cử     |
| 2022 | Ngôi sao xanh                      | Sáng tạo xuất sắc                                     | Nguyễn Vinh Phúc (Giám đốc hình ảnh)                 | Đề cử     |
| 2022 | Ngôi sao xanh                      | Gương mặt triển vọng                                  | Phạm Nguyễn Lan Thy                                  | Đề cử     |
| 2022 | Ngôi sao xanh                      | Gương mặt triển vọng                                  | Huỳnh Samuel An                                      | Đoạt giải |
| 2022 | Giải Mai vàng                      | Phim điện ảnh được yêu thích nhất                     | Em và Trịnh                                          | Đề cử     |
| 2022 | Giải Mai vàng                      | Nữ diễn viên trong phim điện ảnh - truyền hình        | Hoàng Hà                                             | Đề cử     |
| 2023 | Liên hoan phim Việt Nam lần thứ 23 | Giải Bông Sen bạc cho phim điện ảnh                   | Em và Trịnh                                          | Đoạt giải |
| 2023 | Liên hoan phim Việt Nam lần thứ 23 | "Cao nguyên hùng vĩ"                                  | Em và Trịnh                                          | Đoạt giải |
| 2023 | Liên hoan phim Việt Nam lần thứ 23 | Nữ diễn viên phụ xuất sắc                             | Bùi Lan Hương                                        | Đoạt giải |
| 2023 | Liên hoan phim Việt Nam lần thứ 23 | Đạo diễn xuất sắc                                     | Phan Gia Nhật Linh                                   | Đề cử     |
| 2023 | Liên hoan phim Việt Nam lần thứ 23 | Hoạ sĩ thiết kế mỹ thuật xuất sắc                     | Hà Đỗ - Thủy Design                                  | Đề cử     |
| 2023 | Liên hoan phim Việt Nam lần thứ 23 | Âm nhạc xuất sắc                                      | Đức Trí, Trần Hữu Tuấn Bách                          | Đề cử     |
| 2023 | Liên hoan phim Việt Nam lần thứ 23 | Thiết kế âm thanh xuất sắc                            | Vick Võ Hoàng                                        | Đoạt giải |
| 2023 | Giải Cánh diều 2023                | Phim truyện điện ảnh xuất sắc                         | Em và Trịnh                                          | Bằng khen |
| 2023 | Giải Cánh diều 2023                | Nam diễn viên chính xuất sắc                          | Avin Lu                                              | Đề cử     |
| 2023 | Giải Cánh diều 2023                | Âm nhạc xuất sắc                                      | Đức Trí, Trần Hữu Tuấn Bách                          | Đoạt giải |